# Elliotomyia
Elliotomyia és un gènere d'ocells de la subfamília dels troquilins (Trochilinae) dins la família dels troquílids (Trochilidae).

## Taxonomia
Les espècies que formen aquest gènere eren adés incloses a Amazilia, gènere que es va demostrar polifilètic arran un estudi molecular publicat el 2014.
Aquesta troballa va propiciar la creació d'aquest nou gènere. Avui és separat en dues espècies:
- Elliotomyia chionogaster – colibrí amazília cuaclar.
- Elliotomyia viridicauda - colibrí amazília cuaverd.